# Джошуа Рейнолдс
Джошуа Рейнолдс (на английски: Joshua Reynolds, е влиятелен английски исторически и портретен художник, представител на английската портретна живописна школа от XVIII век. Теоретик на изкуството, един от основателите и първи президент на Кралската академия, член на Лондонското кралско дружество. Привърженик на т.нар. „тържествен стил“ (на английски: Grand style), в който образите се идеализират и несъвършенствата не се изтъкват. Член на Дружеството на дилетантите, създадено с цел изучаване на античното изкуство. Крал Джордж III го удостоява с рицарско звание за заслугите му през 1769 г.

## Галерия
- „Портрет на Хорас Уопол“, 1756-1757
- „Портрет на Лоурънс Стърн“, 1760
- „Портрет на Едмънд Бърк“, 1767-1769
- „Портрет на сър Уилям Фосет“, 1784-1785
- „Глава на херувим от различни ъгли“, 1786-1787
- „Купидон развързва пояса на Венера“, 1788
- „Уилям Гарик между Трагедията и Комедията“
- „Автопортрет като недочуващ“, 1775

## За него
- J. Blanc, Les Écrits de Sir Joshua Reynolds (Théorie de l'art (1400–1800) / Art Theory (1400–1800), 4), Turnhout, 2016, ISBN 978-2-503-54337-6
- John Barrell, The Political Theory of Painting from Reynolds to Hazlitt (1986)
- A. Graves and W. V. Cronin, A History of the Works of Sir Joshua Reynolds (1899–1901, 4 volumes)
- F. W. Hilles, The Literary Career of Sir Joshua Reynolds (1936)
- Derek Hudson, Sir Joshua Reynolds: A Personal Study (1958)
- J. Ingamells and J. Edgcumbe (eds.), The Letters of Sir Joshua Reynolds (2000)
- E. Malone (ed.), The Works of Sir Joshua Reynolds (1798, 3 volumes)
- D. Mannings, Sir Joshua Reynolds PRA, 1723–92 (1992)
- H. Mount (ed.), Sir Joshua Reynolds, A Journey to Flanders and Holland (1996)
- J. Northcote, Memoirs of Sir Joshua Reynolds, knt. (1813–1815)
- J. Northcote, The Life of Sir Joshua Reynolds (1818, 2nd edition, 2 volumes)
- Martin Postle (ed.), Joshua Reynolds: The Creation of Celebrity (London: Tate, 2005), ISBN 1-85437-564-4
- Martin Postle, Sir Joshua Reynolds: The Subject Pictures (1995)
- Martin Postle, Drawings of Joshua Reynolds
- R. Prochno, Joshua Reynolds (1990)
- S. Smiles (ed.), Sir Joshua Reynolds: The Acquisition of Genius (2009)
- E. K. Waterhouse, Reynolds (1941)
- E. K. Waterhouse, Reynolds (1973)